# Enrico Bensa
Enrico Bensa (* 5. November 1848 in Genua; † 18. Mai 1931 daselbst) war ein italienischer Jurist und Wirtschaftshistoriker.

## Leben
Bensa war ab 1889 freier Dozent und ab 1897 Professor für Seehandelsrecht am frisch gegründeten Istituto superiore di studi economici e commerciali von Genua. Pietro Cogliolo überließ Bensa die Redaktion jener Teile seines Annuario critico di giurisprudenza pratica, die sich mit Seehandelsrecht befassten.
Zu seinen Hauptwerken zählen Studi di diritto commerciale (1882), Il contratto di assicurazione nel Medioevo (1884), Il diritto marittimo e le sue fonti (1889) und Francesco di Marco da Prato (1928), worin er das Handelsrecht, das Versicherungswesen des Mittelalters und das Seerecht sowie die Hinterlassenschaft des toskanischen Kaufmanns Francesco Datini († 1410) untersuchte.

## Werke (Auswahl)
- Studi di diritto commerciale, Genua 1882.
- Il Contratto di Assicurazione nel Medio Evo, Genua 1884.
- Introduzione alla storia dell’antica legislazione della Liguria, Marro, Genua 1885.
- Il diritto marittimo e le sue fonti, Antonio Grandis, Genua 1889.
- The Early History of Bills of Lading. An Essay, Stabilimento d’Arti Grafiche Caimo, Genua 1925.
- Francesco di Marco da Prato, Mailand 1928 (Francesco Datini).